# Kentucky Wildcats (pallacanestro maschile)
I Kentucky Wildcats sono la squadra di pallacanestro della University of Kentucky di Lexington (KY). I Wildcats sono la squadra di maggior successo in termini di percentuale di vittorie (76,5%) nella storia della Division I della NCAA e la seconda per numero effettivo di vittorie. I Wildcats sono attualmente allenati da John Calipari.
Il Kentucky è in testa a tutte le scuole per numero totale di presenze nei tornei NCAA (59), è a pari merito nelle vittorie nei tornei NCAA (131) con la Carolina del Nord, nelle partite giocate nei tornei NCAA (184), nelle apparizioni NCAA Sweet Sixteen (45), nelle apparizioni NCAA Elite Eight (38), presenze totali nei tornei post-stagionali (68) e sono secondi nei campionati di conference di stagione regolare (53, di cui 51 sono campionati di stagione regolare della Southeastern Conference (SEC)).
Inoltre, il Kentucky ha giocato 17 Final Four NCAA (a pari merito con Duke per il terzo posto di tutti i tempi dietro North Carolina e UCLA), 12 partite del campionato NCAA (a pari merito con North Carolina e UCLA) e ha vinto otto Campionati NCAA (secondo solo agli 11 dell'UCLA). Oltre a questi titoli, il Kentucky vinse il National Invitation Tournament (NIT) sia nel 1946 che nel 1976, rendendola l'unica scuola a vincere più campionati NCAA e NIT. Il Kentucky è anche in testa a tutte le scuole con sessantatré stagioni da 20 vittorie, sedici stagioni da 30 vittorie e sei stagioni da 35 vittorie.
Il Kentucky è stata la prima scuola a ottenere 1000 vittorie nel 1968 e 2000 vittorie nel 2009. Dal 1967 al 1990 e dal 1996 al 2022, il Kentucky ha guidato tutte le scuole nelle vittorie di tutti i tempi. Tra il 1990 e il 1996 e dal 25 marzo 2022, il Kentucky si è classificato secondo nelle vittorie di tutti i tempi.

## Storia della franchigia

### Gli inizi (1903-1930)
Durante questa prima era il Kentucky era instabile in quanto la scuola passava attraverso più allenatori, la maggior parte rimanendo solo una o due stagioni.
I registri indicano che il primo allenatore dei Wildcats fu W. W. H. Mustaine, che nel 1903 convocò alcuni studenti, fece una colletta per un totale di 3 dollari per una palla e disse agli studenti di iniziare a giocare. La prima partita intercollegiata registrata al college fu una sconfitta per 15-6 contro il vicino Georgetown College. La squadra andò 1-2 per la prima "stagione", perdendo anche contro la Kentucky University (poi Transylvania University) ma sconfiggendo il Lexington YMCA.
Nel 1908, la squadra non riuscì a vincere una stagione e ottenne un record assoluto di 15-29. Nell'autunno di quell'anno fu assunto un capo allenatore a tempo pieno, Edwin Sweetland. Questo lo ha reso il primo allenatore pagato nella storia del basket del Kentucky. Quell'anno, la squadra andò 5-4 e, solo tre anni dopo, vantava la prima stagione imbattuta con nove vittorie e nessuna sconfitta. La squadra del 1914 sotto Alpha Brummage, guidata dai fratelli Karl e Tom Zerfoss, andò 12-2 e sconfisse tutti i suoi avversari della Southern Intercollegiate Athletic Association.

#### George Buchheit e il "Wonder Team" (1919-1925)
Nel 1919, George Buchheit divenne il nuovo allenatore dei Wildcats. Un alunno dell'Università dell'Illinois, ha portato con sé un nuovo sistema di basket. Il "sistema Buchheit" o "sistema Illinois", si concentrava sulla difesa e prevedeva un giocatore in piedi sotto ogni canestro, mentre tre vagavano per il campo. Bucheit ha variato il sistema imparato in Illinois in un modo importante. Mentre il sistema dell'Illinois utilizzava una difesa a zona, il sistema di Buchheit utilizzava uno schema aggressivo da uomo a uomo. In attacco, ha utilizzato un complicato sistema di passaggio chiamato attacco "a zig-zag" o "figura otto".
Sebbene la squadra abbia avuto una stagione perdente nel primo anno di Buchheit, vinse il primo torneo della Southern Intercollegiate Athletic Association l'anno successivo, sconfiggendo i favoriti Georgia Bulldogs. Entrambe queste squadre erano composte interamente da nativi del Kentuckiani, guidate dall'all-americano Basil Hayden. La vittoria del torneo fu considerata il primo grande successo del Kentucky e la squadra del 1921 divenne nota come "Wonder Team".
Nel 1922, la squadra non fu in grado di basarsi sul successo del "Wonder Team". Sebbene tutti i giocatori fossero idonei nel 1922, due giocatori chiave, Hayden e Sam Ridgeway, si infortunarono prima dell'inizio della stagione. Hayden è tornato dall'infortunio al ginocchio durante la stagione, ma non è mai stato in grado di giocare al livello dell'anno precedente. Ridgeway combatté una battaglia durata un anno contro la difterite e, sebbene si riprese, non giocò mai più per i Wildcats. I restanti tre membri del "Wonder Team" sono andati 9-5 per la stagione e si sono ritirati dal torneo SIAA al secondo turno.

#### C.O Applegran, Ray Eklund, e Basil Hayden (1925-1927)
Buchheit rimase come allenatore per tutta la stagione 1924 prima di passare ad allenare il Trinity College (in seguito Duke University). Un allenatore diverso avrebbe guidato la squadra per ciascuno dei successivi quattro anni. C.O. Applegran seguì immediatamente Buchheit e la sua squadra del 1925 pubblicò un rispettabile record di 13-8. Applegran al college aveva giocato per l'Università dell'Illinois, dove divenne un All-American. L'anno successivo, Ray Eklund portò la squadra a un record di 15-3 e produsse il secondo All-American del Regno Unito, Burgess Carey. Il record è stato sufficiente al Kentucky per vincere il suo primo campionato di conference della stagione regolare nella Southern Conference.
Vedendo l'armadio in gran parte vuoto per il prossimo anno, Eklund si dimise poco prima dell'inizio della stagione 1927. La squadra si è affrettata a trovare un nuovo allenatore e l'ex giocatore Basil Hayden ha lasciato il suo lavoro di allenatore al Kentucky Wesleyan College per rispondere alla chiamata. Un allenatore inesperto e un elenco di talenti in gran parte esaurito lasciarono i Wildcats con un record di 3-13 quell'anno. La delusione convinse Hayden che non era il "tipo da allenatore" e si dimise dopo la stagione. Fortunatamente per i Wildcats, il 1927 sarebbe stata la loro ultima stagione perdente in sessant'anni.

#### John Mauer e il "Mauermen" (1927-1930)
Il nuovo allenatore dei Wildcats per la stagione 1927-28 fu John Mauer. Sebbene avesse un gruppo di giocatori di talento provenienti dalla Junior Varsity, Mauer scoprì rapidamente che i suoi giocatori non conoscevano i fondamenti del gioco. Ha iniziato un regime di allenamenti di tre ore cinque giorni alla settimana durante la preseason. L'allenamento iniziava con mezz'ora di esercitazioni di tiro e di solito terminava con una mischia a tutto campo. Tra i due, Mauer ha lavorato su esercizi di abilità e scenari. Le squadre di Mauer erano soprannominate "Mauermen".
Il lavoro di squadra era il segno distintivo del sistema di Mauer. Ogni giocatore ha lavorato su ogni aspetto del gioco; non c'erano specialisti. Come Buchheit, Mauer ha utilizzato una forte difesa da uomo a uomo. Ha utilizzato un attacco lento che si basava su un complicato sistema di passaggi brevi per ottenere un buon tiro. Due elementi del sistema di Mauer erano nuovi nel basket del sud: il blocco e il passaggio rimbalzante. Quest'ultimo era così nuovo per la maggior parte degli oppositori del Regno Unito che venne definito "attacco sottomarino".
Nel corso dei suoi tre anni di mandato, Mauer ha portato i Wildcats a un record complessivo di 40-14. Tuttavia, gli sfuggì un premio importante. Nonostante avesse squadre quasi universalmente riconosciute come la "classe del Sud", Mauer non guidò mai una squadra al titolo della Southern Conference. Nonostante la sua innata capacità di allenatore, Mauer non aveva la capacità di aumentare le emozioni della sua squadra per una partita importante, un difetto che è stato citato come motivo del suo mancato successo nel torneo. Mauer lasciò i Wildcats per allenare i Miami University Redskins dopo la stagione 1930.

### Adolph Rupp (1930-1972)

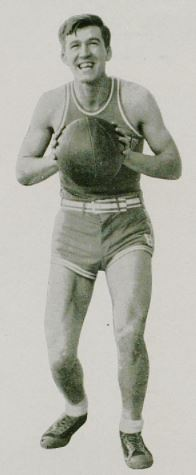
Carey Spicer fu un All-American per i Wildcats nel 1929 e nel 1931.

Nel 1930, l'università assunse Adolph Rupp, che aveva giocato come riserva per le squadre del Campionato Nazionale Helms dell'Università del Kansas del 1922 e del 1923, sotto la guida dell'allenatore Forest C. "Phog" Allen. Al momento della sua assunzione, Rupp era un allenatore di una scuola superiore a Freeport, Illinois.
Rupp ha allenato la squadra di basket maschile dell'Università del Kentucky dal 1930 al 1972. Lì si guadagnò i soprannomi "Baron of the Bluegrass" e "The Man in the Brown Suit". Rupp, che fu uno dei primi innovatori del contropiede e dell'attacco piazzato, si guadagnò rapidamente la reputazione di un intenso concorrente, un severo motivatore e un abile stratega, spesso guidando le sue squadre a grandi livelli di successo. Le squadre Wildcat di Rupp hanno vinto 4 campionati NCAA (1948, 1949, 1951, 1958), un titolo NIT nel 1946, sono apparse in 20 tornei NCAA, hanno avuto 6 apparizioni nelle Final Four NCAA, hanno conquistato 27 titoli della stagione regolare della Southeastern Conference (SEC) e ne hanno vinti 13. Tornei della SEC. Le squadre di Rupp del Kentucky si sono anche classificate al primo posto in 6 occasioni nel sondaggio finale sul basket del college dell'Associated Press e 4 volte nel sondaggio della United Press International (Coaches). Inoltre, la squadra del Kentucky di Rupp del 1966 (soprannominata "Rupp's Runts", poiché nessun giocatore titolare della squadra era più alto di 1,98 metri) finì seconda nel torneo NCAA, e i suoi Wildcats del 1947 finirono secondi nel NIT. Anche le squadre del Kentucky di Rupp del 1933 e del 1954 furono premiate con il Campionato Nazionale di Helms, e le sue squadre del 1934 e del 1947 furono riconosciute retroattivamente come campioni nazionali dal Premo-Porretta Power Poll.

#### I Beardless Wonders (1944)
Una delle prime squadre di successo di Rupp, avrebbe dato alla squadra del '44 il soprannome di "Meraviglie senza barba" e "Wildkittens" perché secondo Rupp, "Era come gestire un asilo nido". Tra i giovani giocatori, il miglior giocatore del Kentucky era la matricola Chad Anderson, che all'età di 17 anni sarebbe stato nominato consensus All-American, rendendolo il giocatore più giovane ad aver mai guadagnato il titolo. I Beardless Wonders avrebbero vinto 19 delle loro 21 partite, sufficienti per essere invitati al NIT. Lì sarebbero stati abbinati a una squadra altrettanto giovane e talentuosa dello Utah soprannominata "Blitz Kids", la quale vinse 46-38, ma il Kentucky avrebbe perso la partita successiva contro la città natale di Saint John's.

#### Primo titolo NCAA (1948)

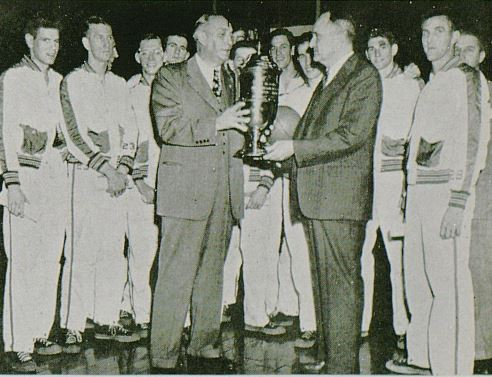
Adolph Rupp con in mano la coppa del titolo NCAA 1948

Sulla strada per il suo primo titolo NCAA, il Kentucky ha raggiunto un record di 36-3. Di queste tre sconfitte, tutte sono avvenute in trasferta o in siti neutrali, mantenendo il Kentucky imbattuto in casa per tutta la stagione. Il Kentucky ha iniziato l'inizio della stagione con un record di 7-0 in vista della partita in trasferta a Temple. Tuttavia, Temple è stato in grado di dare ai Cats la prima sconfitta di un punto, 60-59. Tuttavia, questa sconfitta non è stata sufficiente per tenere a bada i Wildcats, poiché hanno ottenuto 11 vittorie consecutive prima di giocare a Notre Dame, dove hanno perso 55-64. Non avrebbero perso una partita per il resto della stagione regolare. Il Kentucky ha continuato attraverso il torneo NCAA fino alla finale, dove ha affrontato i Baylor Bears. Il Kentucky ha vinto il suo primo titolo NCAA con una vittoria decisiva per 58-42. La stagione non finì dopo il torneo NCAA, poiché il Kentucky giocò nelle prove olimpiche, dove andò 2-1, perdendo contro i Phillips Oilers solo una volta. Questa prestazione fu sufficiente per rappresentare gli Stati Uniti ai Giochi Olimpici del 1948. Nonostante fosse solo una squadra universitaria, i cinque titolari del Kentucky avrebbero sconfitto tutta la concorrenza a Londra, rendendo il Kentucky l'unica squadra a vincere sia un titolo NCAA che una medaglia d'oro olimpica. Adolph Rupp diede presto a questa squadra il soprannome di "The Fabulous Five", in onore dei loro successi.

#### Campionati consecutivi (1949)
Per la stagione 1949 il Kentucky aveva grandi aspettative con il ritorno della maggior parte dei Fabulous Five. Le aspettative di Big Blue Nation furono soddisfatte poiché la squadra del 1949 vinse una partita in più rispetto all'anno precedente, inclusa sia una stagione regolare SEC che un campionato di torneo SEC, tornando anche alle Final Four quel marzo. Nelle finali il Kentucky affrontò gli Oklahoma A&M Cowboys, una squadra che aveva già avuto successo nel torneo con campionati consecutivi nel 1945 e 1946. I Fab Five riuscirono di nuovo vincendo 46-36 e l'unico back-to-back del Kentucky. Campionato NCAA. Il Kentucky è stato il secondo programma nella storia della NCAA a vincere campionati consecutivi (da allora ci sono state altre sei scuole).

#### Una nuova era (1950)
Con un giocatore di punta di ritorno come Bill Spivey, il Kentucky sperava di portare il proprio successo nel nuovo decennio. Non tutto andò bene dopo che i Wildcats persero la loro prima partita per 11 contro il Saint John's in casa, ma riuscirono a rimettersi in sesto per il torneo Sugar Bowl, che vinsero, battendo Bradley, secondo classificato della NCAA. Dirigendosi verso il rivale Tennessee, ora numero 2, il Kentucky stava guardando l'inizio di una dura serie di sei partite in trasferta; ed è stato difficile. Dopo aver perso contro il Tennessee, il Kentucky avrebbe faticato a concatenare due vittorie insieme, perdendo ogni altra partita. Avrebbero sconfitto i loro successivi 14 avversari, inclusa la vendetta nel campionato del torneo SEC sul Tennessee. Verso la post-stagione, il numero 3 del Kentucky avrebbe giocato contro una potente squadra CCNY nel NIT, perdendo il torneo NCAA. I Wildcats non potevano competere e furono sconfitti dai CCNY Beavers, 50-83. Lo stesso CCNY andrebbe a vincere il NIT e poi il campionato NCAA. Sono l'unica squadra nella storia del basket universitario a realizzare questa impresa.

#### Terzo titolo e scandalo per taglio dei punti (1951)
Dopo una stagione 1950 di successo ma senza titolo, i Wildcats continuarono a dominare nel nuovo decennio. Nel corso della stagione il Kentucky avrebbe sconfitto quattro delle prime 10 squadre e si sarebbe classificato tra le prime 5 per l'intera stagione. E con una sola sconfitta in vista del torneo SEC, sembrava che il Kentucky avrebbe rivendicato ancora una volta entrambi i campionati SEC e il proprio dominio sulla conferenza. Vanderbilt aveva tuttavia un'idea diversa e avrebbe eliminato i Wildcats in cima alla classifica nelle finali del torneo SEC negando loro l'ottavo titolo consecutivo del torneo SEC. Il Kentucky era determinato a non ripetere il risultato ottenuto nel torneo SEC nelle finali NCAA, dove ha sconfitto il quarto posto in classifica Kansas State 68-58.
Adolph Rupp era l'allenatore capo del Kentucky durante l'anno dello scandalo della rasatura dei punti del 1951. Nel 1945 l'ex giocatore di football del Kentucky Nick Englisis incontrò la leggenda del basket del Kentucky Ralph Beard mentre i due giocavano a calcio al Kentucky. Englisis entrò nel settore del gioco d'azzardo quando lasciò la squadra di football nel 1946, quindi si rivolse a tre giocatori di basket del Kentucky Ralph Beard, Alex Groza e Dale Barnstable con i suoi soci alla fine del 1948 riguardo al potenziale taglio dei punti (fissare il punteggio delle partite) durante la prossima stagione. in cambio di denaro. I tre giocatori accettarono di tagliare punti con successo in diverse partite durante la stagione 1948-1949 fino a quando un tentativo fece perdere ai Wildcats contro i Loyola Ramblers nel NIT. Groza, Beard e Barnstable hanno tentato di vincere la partita sotto lo spread di punti ma hanno mantenuto il punteggio troppo vicino, permettendo ai Ramblers di vincere la partita con una prestazione impressionante alla fine del secondo tempo. Il Kentucky ha affrontato Villanova nella prima partita del torneo NCAA dopo la sconfitta contro Loyola ei tre giocatori hanno tentato di vincere lo spread di punti. Quando Groza, Beard e Barnstable non riuscirono a superare lo spread di punti, Englisis perse tutti i suoi soldi e pose fine agli accordi di riduzione dei punti tra Englisis e questi tre giocatori. Il 20 ottobre 1951, Alex Groza, Ralph Beard e Dale Barnstable furono arrestati per aver accettato tangenti dai giocatori d'azzardo per radere punti durante diverse partite, inclusa la partita del National Invitation Tournament contro i Loyola Ramblers nella stagione 1948-1949.
Alla conclusione di questo scandalo, una successiva indagine della NCAA ha scoperto che il Kentucky aveva commesso diverse violazioni delle regole, tra cui dare denaro per spese illegali ai giocatori in diverse occasioni e anche consentire ad alcuni atleti non idonei di competere. Di conseguenza, la Southeastern Conference votò per vietare al Kentucky di competere per un anno e la NCAA chiese a tutti gli altri membri che giocavano a basket di non programmare il Kentucky, ma alla fine nessuno lo fece. Come risultato di queste azioni, il Kentucky fu costretto a cancellare l'intera stagione di basket 1952-53. Anni dopo, Walter Byers, il primo direttore esecutivo della NCAA, si riferì ufficiosamente a questa punizione come alla prima pena di morte de facto della NCAA, nonostante l'attuale regola sia entrata in vigore per la prima volta nel 1985, quindi la NCAA non aveva tale potere esecutivo prima di quella. Facendo eco al punto di vista di Byers, la posizione ufficiale della NCAA è più o meno la stessa, e ora affermano col senno di poi: "In effetti, è stata la prima pena di morte dell'Associazione, sebbene la sua applicazione fosse vincolante solo attraverso il linguaggio costituzionale che richiedeva ai membri di competere solo contro quelle scuole che erano conformi alle regole NCAA. Nonostante i timori che resistesse, il Kentucky accetta la sanzione e, a sua volta, dà alla NCAA credibilità per far rispettare le sue regole."

#### Imbattuto ma nessun titolo (1954)
La squadra tornò con una vendetta l'anno successivo, registrando un perfetto record di 25-0 (l'unica stagione imbattuta di Rupp), per il quale si aggiudicò il Campionato Nazionale Helms del 1954. Inoltre, il Kentucky si è classificato al primo posto anche nel sondaggio finale dell'Associated Press. In squadra c'erano tre giocatori diplomati alla conclusione dell'anno accademico precedente. Quando, all'ultimo minuto, la NCAA dichiarò che questi giocatori non erano idonei per il gioco post-stagione, Rupp decise di saltare il torneo NCAA del 1954 per protesta.

#### Quarto titolo di Rupp (1958)
All'inizio della stagione era ovvio che i "Fiddlin' Five" non erano come le squadre di Rupp all'inizio del decennio. Giocavano e commettevano errori, che Rupp descrisse come giocherellare. In effetti, i Fiddlin 'Five hanno ancora il maggior numero di sconfitte tra tutti i campionati del Kentucky, con sei, tre di queste in quattro partite. A differenza dei Fab Five o delle squadre del 1951, i Fiddling Five sarebbero rimasti in classifica con il loro numero 13 più basso dopo la sconfitta per 56-57 contro Loyola Chicago non classificata. Il Kentucky però avrebbe preso fuoco durante il torneo e avrebbe vinto il quarto titolo contro il numero 18 di Seattle nei confini della Freedom Hall di Louisville.

#### The Runts di Rupp (1966)
L'ultima squadra delle Final Four di Rupp e una delle sue ultime possibilità per un quinto titolo NCAA si sono verificate nella stagione 1965-66, con il Kentucky che è arrivato fino alla partita per il titolo NCAA. L'ormai storica partita del campionato NCAA del 1966 contro il Texas Western (ora Università del Texas-El Paso o UTEP) segnò la prima volta in cui un quintetto iniziale tutto bianco (Kentucky) ha giocato un quintetto iniziale tutto nero (Texas Western) nel campionato NCAA gioco. Texas Western vinse la partita 72-65, la notte del 19 marzo 1966. Contrariamente alla credenza popolare, questa partita non fu un grande "sconvolto" poiché mentre il Kentucky entrò nel torneo con una sola sconfitta e si classificò al primo posto, Texas Western anche lui ha avuto una sola sconfitta ed è entrato nel torneo al secondo posto. Il Kentucky era uno dei favoriti di 6,5 punti nel gioco Il gioco è stato rappresentato nel film Glory Road.
Questo gioco, e il suo risultato, furono particolarmente significativi poiché il gioco arrivò in un momento in cui il movimento per i diritti civili era in pieno svolgimento in tutto il paese. Nel 1969, dopo aver reclutato attivamente giocatori di colore per oltre sei anni (la sua prima offerta formale di borsa di studio fu quella di Wes Unseld nel 1964), nonostante la maggior parte delle altre squadre della SEC minacciassero di boicottare se un giocatore di colore fosse sceso in campo), Rupp finalmente firmò il suo primo giocatore nero, Tom Payne, un centro atletico di 2,16 metri di Louisville. Ciò pose fine per sempre all'aspetto delle squadre completamente bianche del Kentucky e segnò una nuova era con molte importanti leggende del basket nero del Kentucky, tra cui Jack Givens, Sam Bowie, Kenny Walker, Jamal Mashburn, Tayshaun Prince, Rajon Rondo, John Wall, Anthony Davis e Karl Anthony Towns.

#### Gli ultimi anni di Rupp (1967-1972)
Gli ultimi anni di Rupp sembravano promettenti con l'impegno di Dan Issel con i Wildcats nel 1966. Nei quattro anni successivi Issel avrebbe segnato una media di 25,7 a partita, sommando fino a 2.137 punti nella sua carriera universitaria. Ciò ha reso Issel il giocatore con il maggior numero di punti mai giocato al Kentucky, un'impresa che non è stata eguagliata fino ad oggi. Ciò includeva i suoi 53 punti segnati contro il Mississippi State nel 1970, il massimo da un giocatore del Kentucky in una singola partita fino a quando Jodie Meeks ne fece 54 contro il rivale Tennessee il 13/02/09. Issel non avrebbe conquistato il campionato nazionale durante gli anni del college, ma avrebbe continuato a farsi un nome nell'ABA.
Dopo il 1966 Rupp avrebbe visto un successo continuo, ma le Final Four gli sono sfuggite. I Wildcats finirono con una stagione 13-13 e saltarono del tutto il torneo nel 1967, per poi raggiungere Elite Eight e Sweet Sixteen nei due anni successivi. Sfoggiando un Dan Issel senior, la squadra del 1970 sembrava davvero speciale, forse quella che avrebbe detronizzato la dinastia dell'UCLA. Al primo posto nella nazione con un record complessivo di 26-1, il Kentucky ha quasi mancato un posto per le Final Four in una sparatoria 106-100 contro Jacksonville.
Rupp fu costretto al pensionamento nel marzo 1972, dopo aver raggiunto i 70 anni. All'epoca, questa era l'età pensionabile obbligatoria per tutti i dipendenti dell'Università del Kentucky. È stato 5 volte vincitore del premio National Coach-of-the-Year, 7 volte vincitore del premio Conference Coach-of-the-Year ed è stato eletto membro sia della Naismith Memorial Basketball Hall of Fame che della College Basketball Hall di fama. Inoltre, dal 1972, l'Adolph Rupp Trophy, considerato uno dei principali premi di basket della nazione, è stato assegnato dal Commonwealth Athletic Club al miglior giocatore di basket universitario maschile della nazione. Inoltre, l'Università del Kentucky ha ritirato una maglia in suo onore sulle travi della Rupp Arena, un'arena da 23.500 posti a lui intitolata, dedicata nel 1976.

### Joe B. Hall (1972-1975)

Rick Robey, James Lee e Jack Givens mentre festeggiano la vittoria del titolo NCAA 1978

Joe B. Hall è stato il capo allenatore di basket del Kentucky dal 1972 al 1985. Sebbene fosse stato assistente del Kentucky dal 1965, all'allenatore Hall è stato affidato un compito difficile: seguire le orme del suo leggendario predecessore, Adolph Rupp. Nel torneo NCAA del 1978, ha portato i Wildcats al loro quinto titolo NCAA. È stato nominato Allenatore nazionale dell'anno nel 1978 e Allenatore dell'anno SEC in quattro occasioni. Il suo record alla UK è stato di 297-100 e 373-156 nel corso della sua carriera. Coach Hall vinse il titolo una volta nel 1978, arrivò tra le quattro finaliste nel 1975 e nel 1984, e tra le prime otto nel 1972, 1973, 1977, 1983.
Coach Hall è uno dei soli tre uomini ad aver giocato sia in una squadra del campionato NCAA (1949- Kentucky) sia ad allenare una squadra del campionato NCAA (1978- Kentucky), e l'unico a farlo per la stessa scuola. Gli unici altri a raggiungere questa impresa sono:
Bob Knight - Giocatore dell'Ohio State nel 1960 e allenatore dell'Indiana nel 1976, 1981 e 1987.
Dean Smith - Giocatore del Kansas nel 1952 e allenatore della Carolina del Nord nel 1982 e 1993.

#### "I Super Gattini" (1975)
Dopo un anno trascorso nella lega delle matricole e una seconda stagione deludente, i "Super Gattini" (The Super Kittens) di Hall tornarono con la speranza di portare finalmente al Kentucky il suo quinto titolo. Ci riuscirono quasi, guidando il Kentucky al secondo posto all'UCLA nel torneo NCAA del 1975, ma non prima di vendicare la sconfitta di 20 punti contro una squadra imbattuta dell'Indiana. Nonostante la sconfitta nella partita di campionato, darebbe alla matricola Jack Givens il gusto del successo che aiuterebbe a spingere il Kentucky al titolo tre anni dopo.

#### La stagione senza festeggiamenti e il quinto titolo (1978)
Erano passati 20 anni senza un campionato a Lexington e, insieme alla pressione di seguire un allenatore da Hall of Fame, Hall soprannominò la stagione 1978 "Stagione senza celebrazione". La pressione per vincere era immensa sia per i giocatori che per l'allenatore per portare a casa il titolo, soprattutto con una squadra senior che era arrivata alla finale come matricola. Il Kentucky difficilmente perderebbe la calma per tutta la stagione o cederebbe sotto pressione, vincendo 30 partite su 32 e sconfiggendo otto squadre classificate lungo il percorso. Quando il Kentucky raggiunse le finali del torneo, sembrava destinato a vincere il titolo, anche se Duke avrebbe dato il massimo al Kentucky. Con l'aiuto dei 41 punti del senior Jack "Goose" Givens, il Kentucky ha sconfitto i Blue Devils 94-88 e alla fine ha vinto il quinto titolo e il primo in 20 anni.

### Eddie Sutton (1985-1989)

#### L'era di Eddie Sutton (1985-1988)
Nel 1985, Eddie Sutton succedette a Joe B. Hall. Ha allenato i Wildcats per quattro anni, portandoli agli Elite Eight del torneo NCAA del 1986. Due stagioni dopo, Sutton e i 25-5 Wildcats conquistarono il loro 37º titolo SEC e furono classificati come la sesta squadra di basket universitaria della nazione dall'Associated Press e dall'UPI prima di perdere contro Villanova nel torneo.

#### Lo Scandalo Emery (1989)
Il Kentucky è entrato nella stagione 1988-89 con un elenco sventrato. Ed Davender, Robert Lock e Winston Bennett si erano tutti diplomati, mentre Rex Chapman, studente del secondo anno dell'All-SEC, lasciò presto la scuola per entrare nel draft NBA del 1988. Inoltre, lo straordinario studente del secondo anno Eric Manuel è stato sospettato di aver barato durante il suo esame di ammissione all'università e ha accettato volontariamente di restare fuori fino al termine delle indagini. La potenziale recluta in franchising Shawn Kemp si trasferì dal Kentucky dopo aver firmato con la scuola all'inizio di quell'anno. Sfortunatamente, Manuel è stato costretto a stare fermo per l'intera stagione mentre le indagini si trascinavano, lasciando essenzialmente i Wildcats nelle mani dell'inesperto secondo anno LeRon Ellis e della vera matricola Chris Mills. I due underclassmen hanno lottato per colmare il vuoto di talenti in campo e i Wildcats hanno chiuso con un record di sconfitte di 13-19, il primo record di sconfitte dell'intera stagione della squadra dal 1927. Per aggiungere la beffa al danno, la NCAA annunciò alla fine della stagione che la sua indagine sul programma di basket aveva ritenuto la scuola colpevole di aver violato numerose politiche della NCAA.
Lo scandalo scoppiò quando i dipendenti della Emery Worldwide affermarono di aver scoperto 1.000 dollari in contanti in una busta inviata dall'assistente allenatore del Kentucky Dwane Casey al padre di Mills. Successivamente Emery risolse una causa per diffamazione intentata da Casey per una notevole somma di denaro. Casey non era a Lexington quando presumibilmente la busta fu spedita e il padre di Mills disse che non avevano ricevuto denaro. La NCAA ha annullato il suo ordine di causa spettacolo immediatamente dopo la risoluzione della causa e la carriera di Casey è fiorita come allenatore NBA. Un altro giocatore, Eric Manuel, avrebbe ricevuto assistenza impropria durante gli esami di ammissione all'università ed è stato bandito dalle competizioni NCAA. È stato messo in dubbio se Manuel fosse direttamente coinvolto. Il Kentucky era già in libertà vigilata a causa delle accuse di un vasto programma di pagamenti alle reclute, e la NCAA prese seriamente in considerazione l'idea di colpire i Wildcats con la "pena di morte", che avrebbe chiuso l'intero programma di basket (invece di essere semplicemente bandito dalla postseason). giocare) per un massimo di due anni. Tuttavia, il presidente della scuola David Roselle ha costretto Sutton e il direttore atletico Cliff Hagan a dimettersi. Ai Wildcats furono concessi tre anni di libertà vigilata, un divieto di due anni dal gioco post-stagionale, la rinuncia alle due vittorie nei tornei NCAA nella stagione 1988 e un divieto dalla televisione in diretta nel 1989-90.

### Rick Pitino (1989-1997)

#### Divieto post stagione e ricostruzione con gli Unforgettables (1989-1992)
Nel 1989, Rick Pitino lasciò i New York Knicks della NBA e divenne l'allenatore di un programma del Kentucky, scosso dallo scandalo di cui sopra. Il Kentucky sarebbe stato bandito dalla stagione successiva al 1990 e al 1991, con la stagione 1990 che avrebbe registrato un record di 14-14. Il Kentucky migliorerebbe nel 1991 con uno stuolo di studenti delle classi superiori cresciuti in casa come Sean Woods, John Pelphrey, Richie Farmer, Deron Feldhaus e Reggie Hanson insieme alla talentuosa matricola Jamal Mashburn. Nonostante il record di 22-6, il Kentucky era ancora bandito dalla post stagione e avrebbe dovuto aspettare un altro anno per vedere gli Unforgettables avere successo nel torneo.
A partire dalla stagione 1992, il Kentucky era libero da divieti post-stagionali. Sebbene abbiano perso una partita in più rispetto alla scorsa stagione, questa squadra è stata memorabile per essere andata agli Elite Eight (per la prima volta dalla squadra di Sutton del 1986) con molti studenti delle classi superiori di ritorno dal Kentucky. La squadra è anche nota per aver giocato quella che potrebbe essere considerata una delle più grandi partite nella storia dei tornei NCAA contro Duke. In questa partita il campione in carica Duke stava cercando di tornare ancora una volta alle Final Four, nel Kentucky, per la prima volta in quasi un decennio. La partita è stata molto combattuta e fisica da entrambe le parti per tutta la partita, incluso il famigerato calpestio di Laettner su Aminu Timberlake, che si è concluso con un tecnico. Le squadre hanno preso il comando avanti e indietro fino all'ultimo minuto della partita, che si è concluso con un primo tiro del campanello di Sean Woods del Kentucky che si è portato in vantaggio per 103-102, e poi con il tiro di Laettner che ha vinto la partita per i Blue Devils in finale secondi 104-103. Questa squadra divenne nota come gli "Indimenticabili" per aver contribuito a riportare il Kentucky sulla strada del successo negli anni '90 e perché la squadra era composta da ragazzi del Kentucky cresciuti in casa.

#### Ritorno alle Final Four (1993)
Il Kentucky ha restituito un Mashburn junior, insieme a Travis Ford e Tony Delk. Ci si aspettava che raggiungessero le Final Four per la prima volta dalla squadra di Joe B. Hall del 1984. Le aspettative erano giuste, dato che il Kentucky sarebbe entrato nella post-stagione con solo 2 sconfitte e una classifica n. Dopo aver vinto ancora una volta il torneo SEC, il Kentucky si è precipitato alle Final Four NCAA per incontrare i "Fab Five" del Michigan, una squadra di reclute giovani e di grande talento che hanno portato il Michigan alla partita di campionato l'anno prima. Per quanto talentuoso fosse il Kentucky, non sarebbero riusciti a raggiungere la partita di campionato con una sconfitta per 78-81 ai supplementari contro i Wolverines. Ma questo sarebbe solo un assaggio della corsa che il Kentucky avrebbe avuto più avanti nel decennio.

#### Il miracolo del martedì grasso (1994)
Il Kentucky ha iniziato la stagione successiva al primo posto, ma non ha ottenuto risultati soddisfacenti, non raggiungendo gli Elite Eight per l'unica volta sotto Pitino. Il momento clou della stagione è stato il "Mardi Gras Miracle", una partita in cui il Kentucky è stato in svantaggio per 68-37 con l'LSU a 15:34 dalla fine, ma ha superato 62-27 nel resto del regolamento vincendo 99-95.

#### "Gli Intoccabili" e il sesto titolo (1996)
A partire dal 1996, il Kentucky ha messo insieme una serie di Final Four con l'aiuto di 9 futuri giocatori NBA. Gli "Intoccabili" (The Untouchables), come venivano soprannominati, avrebbero perso solo due volte, contro l'UMass Minutemen legato alle Final Four (allenato dall'attuale allenatore del Kentucky John Calipari) e il Mississippi State. È stato con il loro talento e la loro chimica travolgenti che avrebbero fatto vincere al Kentucky il sesto titolo nazionale nel torneo NCAA del 1996, il primo campionato NCAA del Kentucky in 18 anni.

#### "Gli incredibili" (1997)
L'anno successivo, la squadra del Kentucky di Pitino tornò alla partita per il titolo nazionale, perdendo contro l'Arizona ai tempi supplementari nelle finali del torneo NCAA del 1997. Le squadre frenetiche di Pitino al Kentucky erano le preferite dai tifosi della scuola. È stato principalmente in Kentucky dove ha implementato il suo stile caratteristico di difesa dalla pressione a tutto campo. Entro la fine dell'era Pitino, il Kentucky passò dal divieto dalla post stagione a tre delle ultime cinque Final Four e cinque delle ultime sei Elite Eight. Per questo la squadra del 1997 è stata soprannominata "Gli Incredibili" per aver preso una squadra da cui non ci si aspettava molto per riportare i Wildcats alla partita di campionato per la seconda volta.
Pitino lasciò il Kentucky nel 1997 per allenare i Boston Celtics della NBA, per poi allenare la rivale nazionale del Kentucky, l'Università di Louisville.

### Orlando "Tubby" Smith (1997-2007)
Orlando "Tubby" Smith è stato presentato dal direttore atletico della UK C.M. Newton come ventesimo allenatore dei Wildcats il 12 maggio 1997, incaricato del compito poco invidiabile di sostituire il popolare allenatore Rick Pitino. I Wildcats erano ai vertici del mondo del basket in quel momento, avendo vinto un titolo nazionale nel 1996 e, secondo molti, mancando un secondo titolo consecutivo nel 1997 a causa dell'Legamento crociato anteriore strappato della guardia tiratrice Derek Anderson (Anderson si è strappato il legamento crociato anteriore a gennaio contro Auburn; il Kentucky ha perso la partita per il titolo del 1997 ai supplementari contro gli Arizona Wildcats.). La squadra ereditata da Smith sfoggiava sette giocatori dalla sconfitta dell'Arizona e cinque dalla squadra del campionato del 1996. Tuttavia, poiché la maggior parte dei giocatori che se ne erano andati dopo le stagioni 1996 e 1997 erano scelte elevate al draft NBA, la sua squadra aveva il ranking pre-campionato più basso da quando il Kentucky uscì dalla libertà vigilata nel 1991.

#### Nuovo allenatore e settimo titolo (1998)
Nella sua prima stagione alla UK, ha allenato i Wildcats al loro settimo campionato NCAA, inclusa una vittoria in rimonta contro Duke negli Elite Eight e un'altra vittoria in rimonta contro Stanford, poi Utah nelle finali. Il suo campionato nazionale del 1998 è unico nei tempi moderni, poiché è insieme al Villanova del 1985 la seconda squadra in oltre 20 anni a vincere senza una prima squadra All American o una futura scelta della lotteria NBA (vedi torneo NCAA del 1998). La squadra del 1998 era anche diversa dalle ultime due squadre del campionato del Kentucky, spesso rimanendo indietro nelle partite prima di tornare a vincere piuttosto che dominare la competizione.
Le squadre di Smith, note principalmente per uno stile di gioco più lento orientato alla difesa della linea di palla coniato "Tubbyball", hanno ricevuto recensioni contrastanti tra i fan del Kentucky che storicamente hanno goduto di uno stile di gioco più veloce e con punteggi più alti sotto i precedenti allenatori. Smith era anche sotto pressione da parte dei fan del Kentucky affinché reclutasse giocatori migliori.

#### Final Four di carestia (1999-2007)
Dopo aver guidato il Kentucky a un campionato nazionale nel 1998, il Kentucky avrebbe completato un perfetto record di 16-0 nelle conference di stagione regolare nel 2003, vincendo cinque campionati di stagione regolare SEC (1998, 2000, 2001, 2003, 2005) e cinque titoli di tornei SEC (1998, 1999, 2001, 2003, 2004). Smith ha portato i Wildcats a sei apparizioni negli Sweet Sixteen (1998, 1999, 2001, 2002, 2003, 2005) e quattro apparizioni nell'Elite Eight (1998, 1999, 2003, 2005) nelle sue dieci stagioni. Ha totalizzato 100 vittorie più velocemente di qualsiasi altro allenatore Wildcat prima di lui, tranne il Hall of Famer Adolph Rupp, raggiungendo il plateau in 130 partite (John Calipari successivamente ha battuto questo record in 114 partite). Nel 2003, è stato nominato Allenatore dell'anno dell'AP College.
Sebbene Smith abbia compilato un curriculum impressionante durante la sua carriera nel Regno Unito, è stato sottoposto a notevoli pressioni da parte di molti fan britannici, che credevano che il suo fallimento nel raggiungere anche una sola apparizione nelle Final Four nelle ultime nove stagioni fosse inadeguato per gli standard della UK. È stato tristemente soprannominato "Ten Loss Tubby" da diversi fan scontenti della UK. La siccità di Smith nelle Final Four è la più lunga di qualsiasi allenatore nella storia della UK, anche se Smith è arrivato solo per il doppio dei tempi supplementari prima di un'altra apparizione nelle Final Four nel 2005. Il 22 marzo 2007, Smith ha rassegnato le dimissioni dalla sua posizione di capo allenatore del Regno Unito. accettare la posizione di capo allenatore presso l'Università del Minnesota.

### Billy Gillispie (2007-2009)
Il 6 aprile 2007, Billy Gillispie è stato formalmente annunciato come nuovo allenatore capo dell'Università del Kentucky dal direttore atletico britannico Mitch Barnhart. Ha risposto alle domande dei media durante la conferenza stampa tenutasi presso la nuova struttura pratica della UK, il Joe Craft Center. Ha espresso la sua eccitazione e gioia non solo per essere considerato per la posizione, ma per aver avuto l'onore e l'opportunità di allenare quello che l'ex allenatore del Regno Unito Rick Pitino chiamava "l'Impero Romano" del basket universitario. "Sono molto, molto grato e onorato di essere qui, ma abbiamo molto lavoro da fare." Gillispie è diventato solo il sesto allenatore negli ultimi 76 anni alla scuola.

#### Il declino (2008-2009)
La seconda stagione di Gillispie iniziò nuovamente in modo difficile nel 2008, quando i 'Cats caddero al Virginia Military Institute all'inizio della stagione. La seconda partita della stagione ha visto i Wildcats cadere in North Carolina per 19 punti. La UK ha rimbalzato vincendo 11 delle 12 partite successive, migliorando il proprio record a 11-3. Il 4 gennaio, i Wildcats hanno perso un cuore spezzato contro l'arcirivale Louisville 74-71 dopo un tiro da 7,6 metri di Édgar Sosa con 2,3 secondi rimanenti nel gioco. Prima del tiro, i Wildcats erano sotto 7 con 38,5 secondi rimasti, e Jodie Meeks ha subito fallo tirando un tre, ha proceduto a effettuare tutti e tre i tiri liberi, Patrick Patterson ha rubato un rimessa e lo ha passato a Meeks che lo ha messo per portare la partita. a 71-69 con 29,6 rimasti, poi un passaggio in entrata è andato lungo e Meeks ha strappato il passaggio, è andato al canestro e ha subito fallo, quindi ha effettuato entrambi i tiri liberi per pareggiare la partita a 71 con 22,9 rimasti. Quindi, tutto sommato, la UK e Meeks hanno ottenuto sette punti in circa 15 secondi per pareggiare la partita. Il Kentucky ha eliminato Vanderbilt per vincere la prima partita della SEC il 10 gennaio, 70-60. Il 13 gennaio, in una partita in trasferta contro il Tennessee, Jodie Meeks stabilì un nuovo record di punteggio nel Kentucky perdendo 54 punti sui Volunteers. Questo totale ha superato di 1 punto il record di punteggio di Dan Issel di 39 anni e ha spinto il Regno Unito a una vittoria per 90-72 e un inizio di 2-0 nella conference play. Il Kentucky ha proseguito questo sforzo con una vittoria per 68-45 in Georgia, migliorando fino a 14-4 nella stagione. Con le vittorie su Auburn e Alabama, il Kentucky è passato al 5-0 nella SEC. Il 26 gennaio, la UK si è classificata nel sondaggio AP (24º) per la prima volta dalla prima settimana della stagione 2007-2008. La UK ha subito perso 3 vittorie consecutive (contro Ole Miss, Carolina del Sud e Stato del Mississippi) prima di rimbalzare in casa con un'emozionante vittoria per 68-65 sulla Florida. Jodie Meeks ha segnato 23 punti nella gara, incluso il canestro da 3 punti contestato in dissolvenza con meno di 5 secondi rimanenti per suggellare la vittoria per i Wildcats. Nel giorno di San Valentino il Kentucky ha sconfitto facilmente l'Arkansas alla Bud Walton Arena 79-63 dietro un'altra ottima prestazione di Meeks. Meeks ha contribuito con 45 punti e ha aiutato il Regno Unito a vincere nonostante l'assenza di Patrick Patterson (distorsione alla caviglia). Con la vittoria, il Regno Unito è rimasto al primo posto nella SEC East con Carolina del Sud e Tennessee per 7-3. Dopo la vittoria, la UK è crollata completamente, perdendo 5 delle ultime 6 partite e terminando la stagione regolare 19-12 con un record di 8-8 SEC. Entrando nel torneo SEC molti pensavano che il Regno Unito avrebbe dovuto vincere la partita di campionato per entrare nel torneo NCAA, ma la UK è stata sconfitta nella seconda partita contro l'LSU. Con una stagione regolare insignificante e una rapida eliminazione nel torneo SEC, i Wildcats hanno effettivamente saltato il torneo NCAA per la prima volta in 18 anni e ha invece ricevuto un invito al torneo NIT dove la squadra è stata sconfitta nei quarti di finale contro Notre Dame.
Il 27 marzo 2009, si è verificato un incontro di 18 minuti tra Billy Gillispie, il presidente Dr. Lee Todd Jr. e il direttore atletico Mitch Barnhart, dopo di che è stato annunciato che Gillispie non sarebbe stato riconfermato capo allenatore per la stagione successiva. Barnhart ha sottolineato che il licenziamento non è dovuto solo a vittorie e sconfitte, citando "differenze filosofiche" e "un chiaro divario nel modo in cui vengono viste le regole e le responsabilità che sovrintendono al programma".

### John Calipari (2009-presente)

#### La prima classe di Calipari (2010)
Il 1º aprile 2009, John Calipari ha sostituito l'ex capo allenatore Billy Gillispie come capo allenatore dei Wildcats. Per iniziare il suo incarico presso l'Università del Kentucky, John Calipari firmò uno dei migliori corsi di reclutamento di tutti i tempi. La classe era composta da quattro reclute a cinque stelle: John Wall, DeMarcus Cousins, Daniel Orton ed Eric Bledsoe. Il 19 dicembre 2009, i Wildcats hanno sconfitto Austin Peay 90-69 estendendo il loro record a 11-0, e John Calipari ha battuto il record di Adolph Rupp per il maggior numero di vittorie consecutive per iniziare una stagione per un allenatore del primo anno al Kentucky. Il Kentucky ha sconfitto i Drexel Dragons 88-44 il 21 dicembre 2009, diventando il primo programma nella storia del basket universitario a ottenere la 2000ª vittoria. Entro il 25 gennaio 2010, l'allenatore "Cal" aveva i Kentucky Wildcats classificati al primo posto sia nel sondaggio ESPN/Coaches che nel sondaggio AP con un record di 19-0. Calipari ha contribuito a raccogliere oltre 1,5 milioni di dollari per aiutare il paese di Haiti durante le conseguenze del terremoto di Haiti del 2010. Il presidente Barack Obama ha chiamato i Wildcats per ringraziarli dei loro sforzi di soccorso e augurare loro buona fortuna per i loro sforzi futuri. Per finire la stagione regolare 2009-10, il Kentucky ha vinto il suo 44º campionato di stagione regolare SEC (con un record finale di 14-2 SEC) e ha vinto il suo 26º campionato di torneo SEC, battendo lo stato del Mississippi in finale. I Wildcats hanno quindi ricevuto un seme n. 1 (il loro decimo seme n. 1 nella storia) nell'East Regional del torneo NCAA, dove alla fine hanno perso contro il West Virginia nell'Elite Eight. Ciò ha segnato anche la cinquantesima apparizione record del Kentucky nel torneo NCAA.

#### La corsa per il Final Four (2011)
Nel 2011 i Wildcats iniziarono bene nella stagione regolare con un record di 12-2, con le uniche sconfitte in trasferta in North Carolina e UConn nelle Maui Invitational Finals. Il gioco in conference era una questione diversa e il Kentucky avrebbe faticato nella SEC perdendo 6 delle 8 trasferte, tutte contro avversari non classificati. Per chiudere la stagione con una sconfitta di tre partite contro il numero 13 della Florida, il numero 23 di Vanderbilt e il Tennessee in casa per un record di 22-8. La serie positiva sarebbe continuata e il Kentucky avrebbe vinto il suo 27º titolo del torneo SEC. Questo è stato sufficiente per la testa di serie n. 4 della regione orientale, dove hanno giocato a Princeton in una partita molto serrata al primo turno che si è conclusa con una vittoria per 59-57 per i Cats. Knight, Jones e compagni si sarebbero vendicati al secondo turno contro il West Virginia, che aveva eliminato il Kentucky nel torneo del 2010. Negli Sweet Sixteen e nell'Elite Eight avrebbero sconvolto la testa di serie numero 1 dell'Ohio State Buckeyes e la testa di serie numero 2 dei North Carolina Tar Heels nel loro cammino verso la 14a Final Four della scuola. Hanno perso nelle Final Four contro l'eventuale campione nazionale numero 3, UConn 56-55.

#### Verso l'ottavo titolo (2012)
Nella stagione 2011-2012, Calipari ha portato il Kentucky a raggiungere il 16-0 nella stagione regolare della SEC, conquistando il suo 45º campionato di stagione regolare della SEC. L'ultima squadra a farlo nella SEC sono stati i Kentucky Wildcats 2002-2003 e, prima ancora, i Kentucky Wildcats 1995-96. Il record della stagione regolare del Kentucky è stato di 30-1, con l'unica sconfitta di un punto derivante da una tripla di Christian Watford degli Indiana Hoosiers all'Assembly Hall il 10 dicembre 2011. Nel torneo SEC, il Kentucky è caduto a Vanderbilt nella partita di campionato, stabilendo il suo record complessivo di 32-2 nel torneo NCAA. Il Kentucky è stato selezionato sia come testa di serie numero 1 nella regione meridionale che come testa di serie numero 1 in assoluto dell'intero torneo NCAA. L'incontro degli Sweet 16 del 23 marzo 2012 è stato una rivincita contro l'Indiana, in cui questa volta i Wildcats hanno prevalso sugli Hoosiers 102-90. Il 25 marzo 2012, il Kentucky ha vinto il South Regional, organizzando una semifinale delle Final Four contro i Louisville Cardinals. I Wildcats di Calipari hanno sconfitto i Cardinals (allenati dall'ex allenatore del Kentucky Rick Pitino) con un punteggio di 69-61. Ciò ha portato il Kentucky alla partita del campionato nazionale contro i Kansas Jayhawks, dove hanno sconfitto il Kansas 67-59, vincendo l'ottavo campionato NCAA della UK, insieme al primo campionato NCAA di John Calipari come capo allenatore. Questa squadra del Kentucky ha avuto un record di sei giocatori nel draft NBA 2012, inclusa la prima volta che due compagni di squadra sono stati scelti con le prime due scelte: Anthony Davis (1º assoluto), Michael Kidd-Gilchrist (2°), Terrence Jones (18°), Marquis Teague (29°), Doron Lamb (42°) e Darius Miller (46°).

#### Ricominciare da capo (2013)
La classe di reclutamento della stagione 2012-2013 si è classificata prima o seconda da vari esperti di reclutamento guidati dal centro di punta Nerlens Noel, dalla guardia Archie Goodwin, dall'ala Alex Poythress e dal centro a quattro stelle Willie Cauley-Stein. Il Kentucky ha anche portato la guardia di trasferimento Julius Mays, uno studente laureato che aveva precedentemente giocato alla Wright State University e alla North Carolina State. Mays poteva giocare immediatamente, perché la UK offriva un programma di master che Wright State non aveva. Tuttavia, l'unico giocatore al ritorno che ha visto minuti significativi dalla squadra del campionato è stato l'ala di riserva Kyle Wiltjer, che ha segnato una media di 11 minuti a partita (Ryan Harrow ha saltato la stagione precedente dopo essersi trasferito da NC State prima della stagione 2011-2012). Sebbene la squadra abbia visto l'ascesa di Jarrod Polson nella prima partita della stagione contro il Maryland, ha faticato a chiudere partite più ravvicinate e giocare con la voglia di vincere richiesta da Calipari. Il 12 febbraio, Noel si strappò il legamento crociato anteriore nella sconfitta contro la Florida. Il Regno Unito era 17-7 inclusa quella partita, ed è andato 4-5 per il resto della stagione, perdendo tutte e 5 le partite lontano dalla Rupp Arena. La quarta di queste sconfitte è stata contro Vanderbilt nel primo turno del torneo SEC, e il Regno Unito ha mancato del tutto il torneo NCAA, essendo il seme numero 1 in assoluto del NIT. Il Regno Unito è stato sconvolto da Robert Morris nel primo round del NIT, concludendo la stagione con un record di 21-12.
Nella conferenza stampa successiva alla sconfitta contro Robert Morris, Calipari ha dichiarato che la sua squadra 2013-2014 sarebbe stata una "squadra dura, combattiva e combattiva". Noel e Goodwin sono entrati entrambi nel draft NBA e sono stati entrambi scelti al primo turno rispettivamente al 6º e 29º posto. Ryan Harrow si è trasferito nello stato della Georgia per essere più vicino a suo padre che aveva sofferto di un ictus e Kyle Wiltjer si è trasferito a Gonzaga. Il Kentucky ha portato la classe di reclutamento n. 1, con un record di sei McDonald's All-American Game: Julius Randle, Andrew Harrison, Aaron Harrison, James Young, Dakari Johnson e Marcus Lee, così come i nativi del Kentucky Derek Willis e Dominique Hawkins, e comparsa E.J. Floreal (figlio di Edrick Floréal, capo allenatore della squadra di atletica leggera dei Wildcats). Alex Poythress e Willie Cauley-Stein non si sono dichiarati per il draft NBA 2013 e hanno deciso di tornare per la seconda stagione.

#### I modificabili (2014)
Nel 2013-2014, il Kentucky ha cercato di rimediare alle difficoltà della stagione precedente. Nonostante il NIT, c'erano grandi aspettative per questa squadra. La squadra, tuttavia, sarebbe senza alcuni dei suoi migliori giocatori della squadra 2012-2013, tra cui Nerlens Noel e la guardia tiratrice titolare Archie Goodwin, che erano state scelte al primo turno nel draft NBA 2013. L'ala titolare Kyle Wiltjer si è trasferito ai Gonzaga e il playmaker titolare Ryan Harrow si è trasferito al Georgia State. Al ritorno c'erano l'ex All-American di McDonald's Alex Poythress e il centro titolare Willie Cauley-Stein. Lo scarso successo della squadra 2012-2013 non ha impedito a John Calipari di produrre nuovamente un'altra classe di reclutamento numero uno. La classe iniziale includeva un record di sei McDonald's All-Americans evidenziati da Julius Randle e gli Harrison Twins dal Texas, Aaron e Andrew. Molti analisti ed esperti di reclutamento hanno affermato che il corso di firma del 2013 è stato il più grande corso di reclutamento dai famigerati Fab Five degli anni '90.
La squadra ha iniziato la stagione classificandosi al primo posto sia nei sondaggi AP che in quelli degli allenatori. La stagione è stata piena di alti e bassi. All'inizio della stagione la squadra subì perdite ravvicinate contro Baylor, Michigan State e North Carolina. Nonostante queste sconfitte, la squadra è riuscita a sconfiggere il rivale nazionale Louisville. Anche per loro non è cambiato nulla nel gioco della SEC. La squadra ha concluso la stagione regolare perdendo tre delle ultime quattro partite, inclusa una contro la Carolina del Sud, che ha concluso la stagione complessivamente 14-20. La squadra è entrata zoppicando nel torneo SEC senza classificarsi e cercando disperatamente una risposta alla loro stagione deludente. Calipari durante il suo programma radiofonico settimanale ha menzionato che alla squadra è stato dato un "modifica". Il "modifica" ha suscitato speculazioni e curiosità tra i fan e i media su cosa potrebbe essere. Il "modifica" non è mai stato completamente rivelato. Tuttavia, il "modifica" ha portato la squadra a intraprendere una corsa storica sia nei tornei SEC che in quelli NCAA. La UK è stato il secondo classificato alla Florida numero uno nel torneo SEC. Durante il torneo NCAA, la UK è diventata la prima squadra nella storia ad eliminare tre squadre dalle precedenti Final Four (Wichita State, Louisville, Michigan). La UK è stato il secondo classificato nazionale dopo aver perso contro il Connecticut nella partita del campionato nazionale.

#### La ricerca della perfezione (2015)
Dopo la stagione 2014, il Kentucky ha perso solo Julius Randle e James Young nel draft NBA. I giocatori di ritorno erano costituiti da un record di nove McDonald's All-Americans. Gli junior Cauley-Stein e Poythress sono tornati con i studenti del secondo anno Aaron e Andrew Harrison, Johnson e Lee per unirsi alla classe di reclutamento n. 2 del 2015 che è stata evidenziata come Giocatore dell'anno Gatorade Karl-Anthony Towns per la stagione 2015. La squadra ha iniziato la sua stagione alle Bahamas con un tour di sei partite contro club e squadre internazionali. Mentre era alle Bahamas la squadra stabilì un "sistema di plotoni" che prevedeva due gruppi di cinque giocatori che ruotavano ogni quattro minuti all'interno del gioco. Il "sistema dei plotoni" è stato messo in mostra a livello nazionale con una vittoria per 72-40 sul Kansas numero 5 nella Champions Classic di novembre. A dicembre, la squadra ha sconfitto l'UCLA 83-44. Il Kentucky era in vantaggio per 41-7 all'intervallo, il punteggio totale più basso dell'UCLA per un tempo nella sua storia storica. La stagione regolare della SEC è iniziata con due vittorie ai supplementari su Ole Miss e Texas A&M, le partite più vicine che il Kentucky avrebbe giocato per tutta la stagione. Il Kentucky ha concluso la stagione regolare con un perfetto record di 31-0, il miglior inizio nella storia della scuola. Nel torneo SEC, la squadra ha vinto ogni partita in doppia cifra, inclusa una vittoria per 78-63 sull'Arkansas in finale. Cauley-Stein è stato nominato MVP del torneo. Nel torneo NCAA il Kentucky ha giocato le sue prime due partite al KFC Yum! Centro a Louisville. Prima della semifinale regionale contro il West Virginia, la guardia degli alpinisti Daxter Miles aveva proclamato che il Kentucky sarebbe stato 36-1 dopo la partita. Il commento ha alimentato la squadra che ha sconfitto il West Virginia 78-39, ottenendo il più ampio margine di vittoria negli Sweet 16 nella storia del torneo NCAA. Nella finale regionale il Kentucky ha sconfitto di poco Notre Dame 68-66. L'unica sconfitta della stagione è stata nelle Final Four contro il Wisconsin, che il Kentucky aveva sconfitto nella Final Four della stagione precedente. La squadra 2014-2015 ha pareggiato il record NCAA per il maggior numero di vittorie in una stagione (38). Dopo la stagione Cauley-Stein e Towns furono nominati consensus All-Americans tra gli altri premi ricevuti.

## Squadra attuale
| \| Pos. \| Num. \| Naz. \| Nome \| Altezza \| Peso \| Data nascita \| Anno \| Scuola \| Provenienza \| \| ---- \| ---- \| ---- \| --------------------- \| ------- \| ------ \| ------------ \| ---- \| ---------------------- \| -------------------------- \| \| P \| 0 \| \| Dilligham, Robert \| 188 cm \| 75 kg \| 04-01-2005 \| Fr \| Donda Academy \| Hickory, NC \| \| AP \| 1 \| \| Edwards, Justin \| 201 cm \| 82 kg \| 16-12-2003 \| Fr \| Imhotep Institute \| Filadelfia, PA \| \| C \| 2 \| \| Bradshaw, Aaron \| 213 cm \| 95 kg \| 14-05-2004 \| Fr \| Camden \| Roselle, NJ \| \| P/G \| 3 \| \| Thiero, Adou \| 198 cm \| 91 kg \| 08-05-2006 \| So \| Quaker Valley \| Leetsdale, PA \| \| AG/C \| 4 \| \| Mitchell, Tre \| 206 cm \| 102 kg \| 24-09-2000 \| Sr \| West Virginia \| Pittsburgh, PA \| \| AP \| 12 \| \| Reeves, Antonio \| 196 cm \| 93 kg \| 20-10-2000 \| Sr \| Illinois State \| Chicago, IL \| \| G \| 13 \| \| Darbyshire, Grant (W) \| 188 cm \| 86 kg \| 15-04-2003 \| So \| Sycamore \| Cincinnati, OH \| \| AG \| 14 \| \| Canada, Brennan \| 198 cm \| 93 kg \| 15-07-2000 \| Sr \| George Rogers Clark \| Mount Sterling, KY \| \| G \| 15 \| \| Sheppard, Reed \| 191 cm \| 77 kg \| 24-06-2004 \| Fr \| North Laurel \| London, KY \| \| G \| 20 \| \| Hart, Joey \| 193 cm \| 82 kg \| 06-05-2004 \| Fr \| Linton-stockton \| Linton, IN \| \| P/G \| 21 \| \| Wagner Jr., Dajuan \| 191 cm \| 79 kg \| 04-05-2005 \| Fr \| Camden \| Camden, NJ \| \| P/G \| 22 \| \| Horn, Walker (W) \| 191 cm \| 91 kg \| 19-03-2003 \| So \| Westlake \| Austin, TX \| \| AG \| 23 \| \| Burks, Jordan \| 206 cm \| 86 kg \| 11-08-2004 \| Fr \| Hillcrest Prep \| Decatur, AL \| \| P/G \| 25 \| \| Watkins, Kareem (W) \| 173 cm \| 79 kg \| 03-02-2001 \| Jr \| Kingsway Regional \| Camden, NJ \| \| C \| 33 \| \| Kigsley, Ugonna \| 211 cm \| 102 kg \| 25-09-2004 \| So \| Putnam Science Academy \| Owerri, Imo State, Nigeria \| \| AG/C \| 44 \| \| Ivišić, Zvonimir \| 218 cm \| 100 kg \| 09-08-2003 \| Fr \| SC Derby \| Vitez, Bosnia-Erzegovina \| | Allenatore - John Calipari (Clarion) Assistente/i - Orlando Antigua (Pittsburgh) - Ron Coleman (Lamar) - Chuck Martin (Monmouth) - John Welch (UNLV) Legenda - (C) Capitano - (S) Sospeso - (I) Ineleggibile - (W) Walk-on - Infortunato - Maglia rossa Roster · Ultima transazione: 26 settembre 2023 |                        |                       |         |        |              |      |                        |                            |
| Pos. | Num. | Naz.                   | Nome                  | Altezza | Peso   | Data nascita | Anno | Scuola                 | Provenienza                |
| P | 0 | Stati Uniti (bandiera) | Dilligham, Robert     | 188 cm  | 75 kg  | 04-01-2005   | Fr   | Donda Academy          | Hickory, NC                |
| AP | 1 | Stati Uniti (bandiera) | Edwards, Justin       | 201 cm  | 82 kg  | 16-12-2003   | Fr   | Imhotep Institute      | Filadelfia, PA             |
| C | 2 | Stati Uniti (bandiera) | Bradshaw, Aaron       | 213 cm  | 95 kg  | 14-05-2004   | Fr   | Camden                 | Roselle, NJ                |
| P/G | 3 | Stati Uniti (bandiera) | Thiero, Adou          | 198 cm  | 91 kg  | 08-05-2006   | So   | Quaker Valley          | Leetsdale, PA              |
| AG/C | 4 | Stati Uniti (bandiera) | Mitchell, Tre         | 206 cm  | 102 kg | 24-09-2000   | Sr   | West Virginia          | Pittsburgh, PA             |
| AP | 12 | Stati Uniti (bandiera) | Reeves, Antonio       | 196 cm  | 93 kg  | 20-10-2000   | Sr   | Illinois State         | Chicago, IL                |
| G | 13 | Stati Uniti (bandiera) | Darbyshire, Grant (W) | 188 cm  | 86 kg  | 15-04-2003   | So   | Sycamore               | Cincinnati, OH             |
| AG | 14 | Stati Uniti (bandiera) | Canada, Brennan       | 198 cm  | 93 kg  | 15-07-2000   | Sr   | George Rogers Clark    | Mount Sterling, KY         |
| G | 15 | Stati Uniti (bandiera) | Sheppard, Reed        | 191 cm  | 77 kg  | 24-06-2004   | Fr   | North Laurel           | London, KY                 |
| G | 20 | Stati Uniti (bandiera) | Hart, Joey            | 193 cm  | 82 kg  | 06-05-2004   | Fr   | Linton-stockton        | Linton, IN                 |
| P/G | 21 | Stati Uniti (bandiera) | Wagner Jr., Dajuan    | 191 cm  | 79 kg  | 04-05-2005   | Fr   | Camden                 | Camden, NJ                 |
| P/G | 22 | Stati Uniti (bandiera) | Horn, Walker (W)      | 191 cm  | 91 kg  | 19-03-2003   | So   | Westlake               | Austin, TX                 |
| AG | 23 | Stati Uniti (bandiera) | Burks, Jordan         | 206 cm  | 86 kg  | 11-08-2004   | Fr   | Hillcrest Prep         | Decatur, AL                |
| P/G | 25 | Stati Uniti (bandiera) | Watkins, Kareem (W)   | 173 cm  | 79 kg  | 03-02-2001   | Jr   | Kingsway Regional      | Camden, NJ                 |
| C | 33 | Nigeria (bandiera)     | Kigsley, Ugonna       | 211 cm  | 102 kg | 25-09-2004   | So   | Putnam Science Academy | Owerri, Imo State, Nigeria |
| AG/C | 44 | Croazia (bandiera)     | Ivišić, Zvonimir      | 218 cm  | 100 kg | 09-08-2003   | Fr   | SC Derby               | Vitez, Bosnia-Erzegovina   |

## Allenatori
| Legenda | Legenda                            |
| ------- | ---------------------------------- |
| PA      | Partite allenate                   |
| V       | Vittorie                           |
| S       | Sconfitte                          |
| V%      | Percentuale di vittorie            |
| VC      | Vittorie Conference                |
| SV      | Sconfitte Conference               |
| V%      | Percentuale di vittorie            |
| RC      | Campioni Regular Season Conference |
| CC      | Campioni Torneo Conference         |
| CN      | Campioni Nazionali                 |
| ♥       | Campioni Helms                     |
| ‡       | Campioni Premo-Poretta             |
| ♠       | Campioni Torneo NCAA               |

| Legenda Premi Allenatore | Legenda Premi Allenatore                                     |
| ------------------------ | ------------------------------------------------------------ |
|                          | Eletto nella Basketball Hall of Fame                         |
| BHOF                     | Basketball Hall of Fame                                      |
| NCHOF                    | National Collegiate Basketball Hall of Fame                  |
| LOCA                     | Legend of Coaching Award                                     |
| NABC                     | National Association of Basketball Coaches Coach of the Year |
| N                        | Naismith Coach of the Year                                   |
| USBWA                    | U.S. Basketball Writers Association Henry Iba Award          |
| AP                       | Associated Press College Basketball Coach of the Year        |
| SEC                      | SEC Coach of the Year                                        |

Note: Statistiche aggiornate a fine stagione NCAA Division I 2023.
| Num. | Nome                       | Stagione/i | PA                | V   | S   | V%    | CV  | CS | V%    | RC | CC | NC                                     | Successi                                                                                   | Note                        |
| ---- | -------------------------- | ---------- | ----------------- | --- | --- | ----- | --- | -- | ----- | -- | -- | -------------------------------------- | ------------------------------------------------------------------------------------------ | --------------------------- |
| Num. | Nome                       | Stagione/i | Kentucky Wildcats |     |     |       |     |    |       |    |    |                                        |                                                                                            |                             |
| 1    | W. W. H. Mustaine e altri  | 1903-1904  | 56                | 1   | 2   | 33,3  | —   | —  | —     | —  | —  | —                                      | —                                                                                          | —                           |
| 2    | Edwin Sweetland/R.E. Spahr | 1909-1910  | 12                | 4   | 8   | 33,3  | —   | —  | —     | —  | —  | —                                      | —                                                                                          | —                           |
| 3    | Harold Iddings             | 1910-1911  | 11                | 5   | 6   | 45,4  | —   | —  | —     | —  | —  | —                                      | —                                                                                          | —                           |
| 4    | Edwin Sweetland            | 1911-1912  | 9                 | 9   | 0   | 100,0 | —   | —  | —     | —  | —  | —                                      | —                                                                                          | —                           |
| 5    | John J. Tigert             | 1912-1913  | 8                 | 5   | 3   | 62,5  | —   | —  | —     | —  | —  | —                                      | —                                                                                          | —                           |
| 6    | Alpha Brumage              | 1913-1915  | 26                | 19  | 7   | 73,1  | —   | —  | —     | —  | —  | —                                      | —                                                                                          | —                           |
| 7    | James Park                 | 1915-1916  | 14                | 8   | 6   | 57,1  | —   | —  | —     | —  | —  | —                                      | —                                                                                          | —                           |
| 8    | William P. Tuttle          | 1916-1917  | 10                | 4   | 6   | 50,0  | —   | —  | —     | —  | —  | —                                      | —                                                                                          | —                           |
| 9    | Stanley A. Boles           | 1917-1918  | 11                | 9   | 2   | 79,2  | —   | —  | —     | —  | —  | —                                      | —                                                                                          | —                           |
| 10   | Andrew Gill                | 1918-1919  | 14                | 6   | 8   | 42,8  | —   | —  | —     | —  | —  | —                                      | —                                                                                          | —                           |
| 11   | George Buchheit            | 1919-1924  | 71                | 44  | 27  | 61,9  | 9   | 8  | 52,9  | 0  | 1  | —                                      | —                                                                                          | —                           |
| 12   | Clarence Applegran         | 1924-1925  | 21                | 13  | 8   | 61,9  | 6   | 2  | 75,0  | 0  | 0  | —                                      | —                                                                                          | —                           |
| 13   | Ray Eklund                 | 1925-1926  | 18                | 15  | 3   | 83,3  | 8   | 0  | 100,0 | 1  | 0  | —                                      | —                                                                                          | —                           |
| 14   | Basil Hayden               | 1926-1927  | 16                | 3   | 13  | 18,7  | 1   | 6  | 14,3  | 0  | 0  | —                                      | —                                                                                          | —                           |
| 15   | John Mauer                 | 1927-1930  | 54                | 40  | 14  | 74,0  | 24  | 6  | 80,0  | 5  | 1  | —                                      | —                                                                                          | —                           |
| 16   | Adolph Rupp                | 1930-1972  | 1066              | 876 | 190 | 82,3  | 399 | 75 | 84,2  | 27 | 13 | 6: 1933♥ 1934‡ 1948♠ 1949♠ 1951♠ 1958♠ | BHOF (1969) NCHOF (2006) NABC (1966) USBWA (1966) SEC (1964,1966,1968,1969,1970,1971,1972) | [ 58 ] [ 59 ] [ 60 ] [ 61 ] |
| 17   | Joe B. Hall                | 1972-1985  | 397               | 297 | 100 | 74,8  | 172 | 62 | 73,5  | 8  | 1  | 1: 1978♠                               | SEC (1973,1975,1978,1983)                                                                  | [ 62 ]                      |
| 18   | Eddie Sutton               | 1985-1989  | 127               | 88  | 39  | 69,3  | 48  | 23 | 67,6  | 1  | 1  | —                                      | BHOF (2020) NCHOF (2011) NABC (1986) AP (1986) SEC (1986)                                  | [ 63 ] [ 64 ] [ 60 ] [ 65 ] |
| 19   | Rick Pitino                | 1989-1997  | 269               | 219 | 50  | 81,4  | 104 | 28 | 78,8  | 2  | 5  | 1: 1996♠                               | BHOF (2013) SEC (1990, 1991, 1996)                                                         | [ 66 ] [ 67 ]               |
| 20   | Tubby Smith                | 1997-2007  | 351               | 268 | 83  | 76,0  | 120 | 40 | 75,0  | 5  | 5  | 1: 1998♠                               | LOCA (2016) NABC (2003) N (2003) USBWA (2003) AP (2003) SEC (1998, 2003, 2005)             | [ 68 ] [ 60 ] [ 69 ] [ 70 ] |
| 21   | Billy Gillispie            | 2007-2009  | 67                | 40  | 27  | 59,7  | 20  | 12 | 62,5  | 0  | 0  | -                                      | SEC (2008)                                                                                 | [ 71 ]                      |
| 22   | John Calipari              | 2009-      | 500               | 387 | 113 | 77,4  | 185 | 60 | 75,5  | 6  | 6  | 1: 2012♠                               | BHOF (2015) NABC (2009, 2015) N (2015) AP (2015) SEC (2010, 2012, 2015, 2020)              | [ 72 ] [ 60 ] [ 69 ] [ 73 ] |